# رئيس الولايات المتحدة
رئيس الولايات المتحدة الأمريكية هو رئيس الدولة ورئيس الحكومة في الولايات المتحدة. يؤدي أدوار رئيس السلطة التنفيذية للحكومة الاتحادية والقائد الأعلى للقوات المسلحة. بعد الحرب العالمية الثانية، يُنظر إلى الرئيس باعتباره أحد أقوى الشخصيات السياسية في العالم كزعيم للقوة العظمى العالمية الوحيدة المتبقية. ويشمل الدور مسؤولية أغلى جيش في العالم، والذي لديه ثاني أكبر ترسانة نووية. كما يتولى الرئيس قيادة الدولة ذات الاقتصاد الأكبر حسب الناتج المحلي الإجمالي الاسمي. يمتلك الرئيس قوة كبيرة وناعمة محلية ودولية.
المادة الثانية من الدستور الأمريكي تمنح السلطة التنفيذية للولايات المتحدة للرئيس عبر تنفيذ القانون الاتحادي، إلى جانب مسؤولية تعيين المكتب التنفيذي المرافق له والمستشارين الدبلوماسي، الفيدرالي، التنظيمي، والمسؤولين القضائيين، وإبرام معاهدات مع القوى الأجنبية، بمشورة وموافقة مجلس الشيوخ. ويخول الرئيس لمنح العفو وإرجاء تنفيذ الأحكام، وعقد وتأجيل مجلسي النواب ومجلس الشيوخ في ظل ظروف استثنائية.
منذ تأسيس الولايات المتحدة، ازدادت قوة الرئيس والحكومة الاتحادية إلى حد كبير)، ولكل رئيس أمريكي في العصر الحديث، على الرغم من عدم امتلاك أية صلاحيات تشريعية رسمية بعد التوقيع على سن القوانين أو الاعتراض على مشاريع القوانين وتمريرها للكونغرس، يكون هو المسؤول إلى حد كبير عن إملاء جدول الأعمال التشريعية في حزبه والسياسة الخارجية والداخلية للولايات المتحدة. غالباً ما يتم وصف رئيس الولايات المتحدة في العصر الحديث بأنه الشخص الأكثر نفوذاً في العالم.
وحسب الدستور الأمريكي لا يحق لأحد أن يتولى منصب الرئيس إلا بشروط رئيسية:
1. أن يكون أمريكي المولد
2. وأن يبلغ من العمر خمساً وثلاثين سنة
3. وأن يكون مقيماً في الولايات المتحدة أربعة عشر عاماً.[15]

يذكر أنه يمنع على رؤساء الولايات المتحدة من القيادة في الطريق العام منذ انتخابهم ولكن أيضا حتى بعد مغادرتهم لمنصبهم.

## الأصل
في يوليو 1776، أثناء الحرب الثورية الأمريكية، أعلنت ثلاثة عشر مستعمرة (مستعمرات نيو انغلاند وتشمل نيو هامبشاير، ماساتشوستس باي، رود آيلاند ومزارع بروفيدنس، كونيتيكت، المستعمرات الوسطى وتشمل نيويورك، نيو جيرسي، بنسلفانيا، ديلاوير، المستعمرات الجنوبية وتشمل ماريلاند، فرجينيا، كارولينا الشمالية، كارولينا الجنوبية، جورجيا) بشكل مشترك من خلال الكونغرس القاري الثاني، أنها 13 ولاية مستقلة ذات سيادة، ولم تعد تحت الحكم البريطاني. وإدراكًا لضرورة التنسيق الوثيق لجهودهم ضد البريطانيين، بدأ الكونغرس القاري في الوقت ذاته عملية صياغة دستور من شأنه أن يربط هذه الولايات ببعضها البعض. كانت هناك مناقشات طويلة حول عدد من القضايا، بما في ذلك التمثيل والتصويت، والصلاحيات الدقيقة لمنح الحكومة المركزية. أنهى الكونغرس العمل على مواد الاتحاد الكونفدرالي لتأسيس اتحاد دائم بين الولايات في نوفمبر 1777 وأرسله إلى الولايات للتصديق عليه.
بموجب المواد، والتي دخلت حيّز التنفيذ في 1 مارس 1781، كان كونغرس الاتحاد سلطة سياسية مركزية دون أي السلطة التشريعية. يمكن أن تتخذ قراراتها وأنظمتها الخاصة، ولكن ليس أي قوانين، ولا يمكنها فرض أي ضرائب أو فرض اللوائح التجارية المحلية على مواطنيها. يعكس هذا التصميم المؤسسي كيف كان الأمريكيون يعتقدون أن نظام التاج البريطاني والبرلمان البريطاني المخلوع كان ينبغي أن تحترم السيادة الملكية: هيئة الإشراف على الأمور التي تهم الإمبراطورية بأكملها. كانت الولايات خارج عن أي ملكية وأوكلت بعض الصلاحيات الملكية سابقًا (مثل شنّ الحرب واستقبال السفراء، إلخ) إلى الكونغرس؛ تم تقديم الامتيازات المتبقية داخل حكومات الولايات الخاصة بها. انتخب أعضاء الكونغرس رئيسًا للولايات المتحدة في الكونغرس الذي تم تجميعه لرئاسة مداولاته كمشرف محايد للمناقشة. لا علاقة له بالموقف اللاحق لرئيس الولايات المتحدة في وقت لاحق، منصب شرفي إلى حد كبير دون تأثير كبير.
في عام 1783، ضمنت معاهدة باريس الاستقلال لكل مستعمرة سابقة. مع السلام في متناول اليد، تحولت كل الولايات نحو شؤونها الداخلية. بحلول عام 1786، وجد الأمريكيون أن حدودهم القارية محاصرة وضعيفة، واقتصادات كل منهم في أزمات بينما كانت الولايات المجاورة تحرض على التنافس التجاري مع بعضها البعض. وشهدوا عملاتهم الصعبة تتدفق إلى الأسواق الخارجية لدفع ثمن الواردات، وتجارة البحر الأبيض المتوسط التي يهبها قراصنة شمال أفريقيا، وديونهم التي تمولها أجنبية الحرب الثورية غير مدفوعة والفوائد المستحقة. تلوح في الأفق الاضطرابات المدنية والسياسية.
في أعقاب الحل الناجح للنزاعات التجارية والصيد بين فرجينيا وماريلاند في مؤتمر ماونت فيرنون في عام 1785، دعت فرجينيا إلى عقد مؤتمر تجاري بين جميع الولايات، المقرر عقده في سبتمبر 1786 في أنابوليس، بولاية ماريلاند، بهدف حل الطريق السريع بين الولايات الخصومات التجارية. عندما فشل المؤتمر بسبب عدم الحضور بسبب الشكوك بين معظم الولايات الأخرى، قاد ألكساندر هاملتون مندوبي أنابوليس في دعوة لعقد مؤتمر لتقديم مراجعات للمواد، والتي ستعقد في الربيع المقبل في فيلادلفيا. ظهرت آفاق المؤتمر التالي قاتمة حتى نجح جيمس ماديسون وإدموند راندولف في ضمان حضور جورج واشنطن إلى فيلادلفيا كمندوب عن فرجينيا.
عندما انعقد المؤتمر الدستوري في مايو 1787، جلبت وفود الولاية الـ 12 المشاركة (رود آيلاند لم ترسل مندوبين) معهم تجربة متراكمة حول مجموعة متنوعة من الترتيبات المؤسسية بين الفروع التشريعية والتنفيذية من داخل حكومات الولايات. حافظت معظم الولايات على سلطة تنفيذية ضعيفة دون حق النقض أو صلاحيات التعيين، ويتم انتخابها سنويًا من قبل الهيئة التشريعية لفترة واحدة فقط، وتقاسم السلطة مع مجلس تنفيذي، ومواجهتها من قبل هيئة تشريعية قوية. قدمت نيويورك الاستثناء الأكبر، بوجود حاكم موحد قوي يتمتع بحق النقض (الفيتو) وتعيين منتخب لمدة ثلاث سنوات، ومؤهل لإعادة انتخابه لعدد غير محدد من الفترات بعد ذلك. من خلال المفاوضات المغلقة في فيلادلفيا، برزت الرئاسة المحددة في الدستور الأمريكي.

## الصلاحيات والواجبات

### المادة الأولى الدور التشريعي
يتطلب شرط التقديم تقديم أي مشروع قانون أقره الكونغرس إلى الرئيس قبل أن يصبح قانونًا. بمجرد تقديم التشريع، يكون للرئيس ثلاثة خيارات:
1. توقيع على التشريع في غضون عشرة أيام، مشروع القانون يدخل حيز التنفيذ باستثناء أيام الأحد.
2. فيتو لنقض التشريع ضمن الإطار الزمني أعلاه وإعادته إلى مجلس النواب الذي نشأ منه، معربًا عن أي اعتراضات  –  لا يصبح مشروع القانون قانونًا ليدخل حيز التنفيذ، ما لم يكن مجلسي الكونغرس التصويت لتجاوز الفيتو عن طريق ثلثي الأصوات.
3. لا تتخذ أي إجراء بشأن التشريع خلال الإطار الزمني أعلاه  – ، يصبح مشروع القانون قانونًا، كما لو كان الرئيس قد وقَّعه، ما لم يتم تأجيل المؤتمر في ذلك الوقت، وفي هذه الحالة لا يصبح قانونًا.

في عام 1996، حاول الكونغرس تعزيز حق النقض للرئيس من خلال قانون بند الفيتو. فالتشريع مخول الرئيس بتوقيع أي مشروع قانون للإنفاق ليصبح قانونًا، وفي نفس الوقت ضرب بعض بنود الإنفاق في مشروع القانون، وخاصة أي إنفاق جديد أو أي مبلغ من الإنفاق التقديري أو أي فائدة ضريبية محدودة جديدة. يمكن للكونجرس أن يعيد ذلك البند بعينه إذا استخدم الرئيس حق النقض ضد التشريع الجديد، فيمكن للكونجرس أن يلغي حق النقض بوسائله المعتادة، أي ثلثي الأصوات في المجلسين.
في قضية "كلينتون ضد مدينة نيويورك"، قضت المحكمة العليا للولايات المتحدة بأن مثل هذا التعديل التشريعي لحق النقض بأنه غير دستوري.
يمكن أن يشارك الرئيس أيضًا في صياغة التشريعات من خلال اقتراح أو طلب أو حتى الإصرار على أن يسن الكونغرس قوانين يعتقد أنها ضرورية. بالإضافة إلى ذلك، يمكنه محاولة صياغة التشريعات أثناء العملية التشريعية من خلال ممارسة التأثير على فرادى أعضاء الكونغرس. يمتلك الرؤساء هذه السلطة لأن الدستور صامت بشأن من يمكنه كتابة التشريعات، ولكن هذه السلطة محدودة لأن أعضاء الكونغرس هم فقط الذين يمكنهم تقديم التشريعات. المادة 1، القسم 1 من الدستور، مدعومة بالمادة 8، القسم 8، تضع جميع سلطات التشريع في أيدي الكونغرس، والمادة 1، القسم 6، الفقرة 2 تمنع الرئيس (وجميع موظفي السلطة التنفيذية الآخرين) من أن يكونوا في نفس الوقت عضواً الكونغرس.
في القرن العشرين، اتهم النقاد أن الكثير من السلطات التشريعية والميزانية التي كان من المفترض أن تكون تابعة للكونجرس قد انزلقت في أيدي الرؤساء. كرئيس للسلطة التنفيذية، يسيطر الرؤساء على مجموعة واسعة من الوكالات التي يمكنها إصدار اللوائح دون رقابة تذكر من الكونغرس. اتهم أحد الناقدين أنه يمكن للرؤساء تعيين «جيش افتراضي من» القياصرة «- كل منهم غير مسؤولين تمامًا أمام الكونجرس بعد المكلف بقيادة جهود السياسة الرئيسية للبيت الأبيض». تم انتقاد الرؤساء بسبب إدلائهم ببيانات توقيع عند توقيع تشريعات للكونجرس حول كيفية فهمهم لمشروع قانون أو خطة لتنفيذه. هذه الممارسة انتقدت من قبل نقابة المحامين الأمريكية لأنها غير دستورية. كتب المعلق المحافظ جورج ويل عن «السلطة التنفيذية المتضخمة بشكل متزايد» و «كسوف الكونجرس».

## انتماءات الرؤساء السياسية
هيمنت الأحزاب السياسية على السياسة الأمريكية في معظم تاريخ البلاد. على الرغم من أن الآباء المؤسسين تجاهلوا الأحزاب السياسية عمومًا على أنها منقسمة ومزعجة، ولم يكن ظهورها متوقعًا عند صياغة الدستور الأمريكي في عام 1787، إلا أن الأحزاب السياسية المنظمة تطورت في الولايات المتحدة في منتصف التسعينيات من القرن التاسع عشر. لقد تطورت من الفصائل السياسية، التي بدأت تظهر فورًا تقريبًا بعد ظهور الحكومة الفيدرالية. يشار إلى أولئك الذين ساندوا إدارة واشنطن بأنهم «مؤيدون للإدارة» وسيشكلون في نهاية المطاف الحزب الفيدرالي، بينما انضم المعارضون إلى الحزب الديمقراطي الجمهوري الناشئ.
تشعر واشنطن بقلق بالغ إزاء القدرة الحقيقية للأحزاب السياسية على تدمير الوحدة الهشة التي تربط الأمة معًا، وظل جورج واشنطن سياسي غير تابع لأي فصيل أو حزب سياسي طوال فترة رئاسته التي استمرت ثماني سنوات، كان ولا يزال الرئيس الأمريكي الوحيد الذي لا ينتمي أبدًا إلى حزب سياسي. أقسم 46 شخصًا اليمين الدستورية لمنصب الرئيس، وكان كل منهم ينتسب إلى حزب سياسي وقت تولي المنصب. عدد الرؤساء لكل حزب سياسي (في وقت دخولهم المنصب) هم:
| الحزب السياسي | الحزب السياسي       | #  | الرئيس |
| ------------- | ------------------- | -- | --- |
|               | الجمهوري            | 19 | أبراهام لينكون (16)، يوليسيس جرانت (18)، رذرفورد هايز (19)، جيمس جارفيلد (20)، تشستر آرثر (21)، بنجامين هاريسون (23)، ويليام ماكينلي (25)، ثيودور روزفلت (26)، ويليام هوارد تافت (27)، وارن جي. هاردينغ (29)، كالفين كوليدج (30)، هربرت هوفر (31)، دوايت أيزنهاور (34)، ريتشارد نيكسون (37)، جيرالد فورد (38)، رونالد ريغان (40)، جورج بوش الأب (41)، جورج دبليو بوش (43)، دونالد ترامب (45) |
|               | الديمقراطي          | 15 | أندرو جاكسون (7)، مارتن فان بيورين (8)، جيمس بوك (11)، فرانكلين بيرس (14)، جيمس بيوكانان (15)، جروفر كليفلاند (22) و (24)، وودرو ويلسون (28)، فرانكلين روزفلت (32)، هاري ترومان (33)، جون كينيدي (35)، ليندون جونسون (36)، جيمي كارتر (39)، بيل كلينتون (42)، باراك أوباما (44)، جو بايدن (46)                                                                                               |
|               | الجمهوري الديمقراطي | 4  | توماس جفرسون (3)، جيمس ماديسون (4)، جيمس مونرو (5)، جون كوينسي آدامز (6) |
|               | اليمين              | 4  | ويليام هنري هاريسون (9)، جون تايلر (10)، زكاري تايلور (12)، ميلارد فيلمور (13) |
|               | الفيدرالي الأمريكي  | 1  | جون آدامز (2) |
|               | الاتحاد الوطني      | 1  | أندرو جونسون (17) |
|               | لا حزبي             | 1  | جورج واشنطن (1) |

## التطورات
أسس جورج واشنطن، بصفته أول رئيس للبلاد، العديد من المعايير التي وضعت تعريفًا لهذا المنصب. ساعد قراره بالتقاعد بعد ولايتين في معالجة المخاوف من انتقال الأمة إلى نظام ملكي، وحقق سابقة لم يتم كسرها حتى عام 1940 وأصبحت في نهاية المطاف دائمة بموجب التعديل الثاني والعشرين. بحلول نهاية فترة رئاسته، تطورت الأحزاب السياسية مع فوز جون آدامز على توماس جيفرسون في عام 1796، وكانت هذه أول انتخابات رئاسية تنافسية حقًا. بعد أن فاز جيفرسون على آدامز في عام 1800، خدم هو وزملاؤه في فيرجينيا كل من جيمس ماديسون وجيمس مونروي ولايتين، وسيطروا في النهاية على سياسات الدولة خلال حقبة المشاعر الجيدة حتى فاز جون كوينسي آدامز ابن آدامز في الانتخابات في عام 1824 بعد انقسام الحزب الجمهوري الديمقراطي.
كان انتخاب آندرو جاكسون في عام 1828 حدثًا هامًا، لأن جاكسون لم يكن جزءًا من نخبة فيرجينيا وماساتشوسيتس التي احتكرت الرئاسة في السنوات الأربعين الأولى. سعت ديمقراطية جاكسون إلى تقوية الرئاسة على حساب الكونغرس، وتوسيع المشاركة الشعبية مع توسيع البلاد بسرعة باتجاه الغرب. من ناحية ثانية، أصبح خليفته مارتن فان بورين غير محبوب بعد ذعر عام 1837، وأدت وفاة وليم هنري هاريسون والعلاقات السيئة اللاحقة بين جون تايلر والكونغرس إلى إضعاف المنصب بشكل أكبر. تعاقب خلال 24 عامًا بين 1837 و1861 ست ولايات رئاسية بما فيها فان بورين، شغلها ثمانية رجال مختلفين لم يفز أي منهم بإعادة انتخابه. لعب مجلس الشيوخ دورًا هامًا خلال هذه الفترة، حيث لعبت حكومة هنري كلاي، ودانييل ويبستر وجون سي.كالهون الثلاثية العظيمة أدوارًا رئيسية في تشكيل السياسة الوطنية في ثلاثينيات القرن التاسع عشر وأربعينياته، حتى بدأت المناقشات حول العبودية تفرق الأمة في الخمسينيات.
جعلت قيادة أبراهام لينكولن خلال الحرب الأهلية المؤرخين يعتبرونه واحدًا من أعظم رؤساء الأمة. جعلت ظروف الحرب والسيطرة الجمهورية على الكونغرس، المنصب قويًا للغاية، وكانت إعادة انتخاب لينكولن في عام 1864 أول مرة يعاد انتخاب رئيس فيها منذ جاكسون في عام 1832. بعد اغتيال لينكولن، خسر خليفته آندرو جونسون كل الدعم السياسي وكان على وشك أن يُقال من منصبه، وبقي الكونغرس قويًا خلال فترتي رئاسة جنرال الحرب الأهلية أوليسس إس.غرانت. أصبح غروفر كليفلاند بعد نهاية إعادة الإعمار، أول رئيس ديمقراطي منتخب منذ ما قبل الحرب، حيث خاض ثلاث انتخابات متتالية (1884، 1888، 1892) وفاز مرتين. أصبح ويليم مكينلي في عام 1900، أول شاغل للمنصب يفوز بإعادة انتخابه منذ غرانت في عام 1872.
بعد اغتيال مكينلي، أصبح ثيودور روزفلت شخصية بارزة في السياسة الأمريكية. يعتقد المؤرخون أن روزفلت غير النظام السياسي بشكل دائم من خلال تقوية الرئاسة، ومن خلال بعض الإنجازات الرئيسية بما فيها تفكيك الصناديق الائتمانية، والمحافظة على البيئة، وإصلاحات العمل، وجعل الشخصية لا تقل أهمية عن القضية ذاتها واختيار خليفته ويليام هاورد تافت. قاد وودرو ويلسون الأمة في العقد التالي إلى النصر خلال الحرب العالمية الأولى، على الرغم من رفض مجلس الشيوخ لاقتراح ويلسون لعصبة الأمم. بينما كان وارن هادينغ يحظى بشعبية واسعة، فقد شوهت الفضائح إرثه وخاصة فضيحة تي بوت دوم، وسرعان ما فقد هربرت هوفر شعبيته بشكل كبير بعد فشله في التخفيف من الكساد الكبير.